# London Tipton
London Tipton, interpretata da Brenda Song, è un personaggio delle serie televisive Disney Channel Zack e Cody al Grand Hotel, Zack e Cody sul ponte di comando e di Zack & Cody - Il film.
Il personaggio è una parodia dell'ereditiera Paris Hilton.

## Biografia
London Tipton è nata nel 1990, da padre americano e madre thailandese. I suoi genitori si sono separati quando era bambina, e le sono sempre stati lontani. London è stata cresciuta soprattutto dalla baby-sitter nell'hotel Tipton di Boston. Suo padre Wilfred Tipton, proprietario di alberghi di lusso e navi da crociera, non si è mai preso cura della figlia, poiché è sempre stato in giro per il mondo per affari. Si è risposato più volte e London ha avuto un totale di 15 matrigne. Ha però permesso a sua figlia di vivere nella ricchezza e, anche se a distanza, ha soddisfatto sempre qualsiasi sua richiesta. A causa di ciò, London è rimasta una ragazzina molto viziata. Tuttavia ha molto sofferto per la lontananza del padre, soprattutto nella prima infanzia. Per sua fortuna ha potuto sempre contare su Marion Moseby, il direttore dell'hotel, che l'ha sempre aiutata in tutti i suoi problemi e le ha dato consigli quando ne aveva bisogno.
London ama vestirsi solo con abiti firmati (lo erano persino i suoi pannolini) e fare shopping. Nell'episodio Pilota la tua vita dice che la moda è l'unica cosa che le appartiene. E ancora nell'episodio Miss Tipton di Zack e Cody sul ponte di comando London ammette di fare shopping quando si sente depressa. Maddie, l'addetta al banco dei dolci e sua migliore amica in Zack e Cody al Grand Hotel, sostiene che London compri vestiti solo per far fronte a sentimenti di vuoto.
A volte esprime la sua felicità battendo le mani e saltando ripetutamente dicendo: "Viva me!". Preferisce le riviste di moda ai libri, ma grazie a Maddie ha letto il romanzo Orgoglio e pregiudizio di Jane Austen, apprezzandolo molto.
In Zack e Cody al Grand Hotel vive all'hotel Tipton di Boston. Produce con i suoi amici un web-show chiamato “Viva me” dove ospita celebrità come The Cheetah Girls e Chris Brown. È una studentessa negligente ed è stata espulsa da tutte le scuole private di Boston. Suo padre la iscrive allora alla scuola cattolica “Nostra Signora del Perpetuo Dolore”, che frequenta anche Maddie. Più avanti nella serie, London viene espulsa perché si assentava sempre alle lezioni ed è così costretta a iscriversi a “High Cheevers School”, la scuola che frequentano Zack e Cody.
In Zack e Cody sul ponte di comando vive sulla nave da crociera SS Tipton. Suo padre, infatti decide di farle frequentare la Seven Seas High, la scuola liceale che si trova a bordo, in modo da renderle impossibile fuggire dalle lezioni, data l'impossibilità di scappare da una nave, ciò nonostante nel primo episodio London riesce a fuggire grazie al suo elicottero. Viene trattata, nonostante il suo status, come gli altri studenti. Condivide la sua cabina con Bailey Pickett, una giovane ragazza del Kansas, che inizialmente viene maltrattata da London per via del suo abbigliamento, ma in seguito diventa la sua nuova migliore amica. In un episodio afferma di essere stata bocciata anche all'asilo. Alla fine della serie, contrariamente alle aspettative altrui, riesce a diplomarsi ed è libera di tornare a fare l'ereditiera.